# ケルラズ
ケルラズ （Kerlaz）は、フランス、ブルターニュ地域圏、フィニステール県のコミューン。

## 歴史

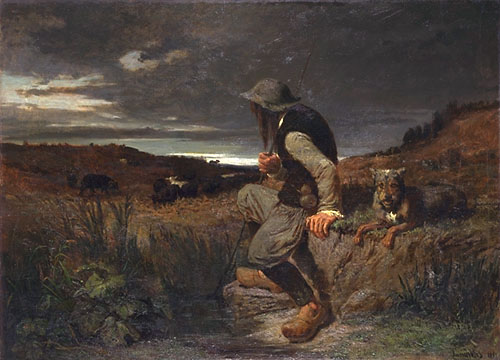
ケルラズの羊飼い、エヴァリスト＝ヴィタル・リュミネ画

ケルラズはかつてあったプロネヴェ＝ポルゼ教区の小教区で、教区に昇格したのは1874年、コミューンとなったのは1932年である。
15世紀、ネヴェ家がやってきて、現在のケルラズにあったレザルガン城を居城とした。この城はなくなってしまったが、地下に残っていた遺構が19世紀後半に発掘され、石工が印を残した。
教区教会は16世紀から17世紀の建築である。ステンドグラスは、イスの町の伝説を呼び起こすものである。

## 人口統計
| 1962年 | 1968年 | 1975年 | 1982年 | 1990年 | 1999年 | 2006年 | 2010年 |
| ------ | ------ | ------ | ------ | ------ | ------ | ------ | ------ |
| 609    | 567    | 513    | 614    | 729    | 803    | 801    | 810    |

ケルラズの人口増減グラフ

参照元:1999年までEHESS、2000年以降INSEE